# Algot Gunnarsson (skådespelare)
Algot (även Algoth) Gunnarsson, född den 15 februari 1883 i Göteborg, död där den 3 juni 1937, var en svensk skådespelare och teaterdirektör.
Gunnarsson anställdes som kamrer på Folkteatern i Stockholm 1908 och blev skådespelare 1909. Han engagerades till Nya Teatern i Göteborg 1909 där han verkade till 1917. Han engagerades av Björn Hodell i Stockholm 1922–1929. Han återvände till Göteborg 1932 där han engagerades av Lorensbergsteatern och stadsteatern. 
Gunnarsson filmdebuterade 1915 i filmen Rosen på Tistelön och kom att medverka i sammanlagt nio filmer fram till och med 1931.
Han var gift med skådespelerskan och teaterchefen Lili Gunnarsson. De är begravda på Västra kyrkogården i Göteborg.

## Filmografi
- 1915 – Rosen på Tistelön
- 1915 – I kronans kläder
- 1920 – Karin Ingmarsdotter
- 1921 – Körkarlen
- 1926 – Bröllopet i Bränna
- 1928 – Gustaf Wasa del I
- 1930 – Lyckobreven
- 1930 – Under röda fanor
- 1931 – Trötte Teodor

## Teater

### Roller
| År   | Roll                  | Produktion                                               | Regi                      | Teater             |
| ---- | --------------------- | -------------------------------------------------------- | ------------------------- | ------------------ |
| 1908 | Anders Persson        | Sten Stensson Stéen från Eslöf John Wigforss             | Carl Wallin               | Johan Eklöf-turnén |
| 1908 |                       | I mobiliseringstider Gustav von Moser                    | Carl Wallin               | Johan Eklöf-turnén |
| 1927 | Medverkande           | Från mun till mun, revy Svasse Bergqvist, Karl-Ewert     | Björn Hodell              | Folkets hus teater |
| 1927 | Medverkande           | Ta trapporna, revy Björn Hodell och John Botvid          |                           | Folkets hus teater |
| 1928 | Medverkande           | Sådan är du, revy Karl-Ewert och John Botvid             | Björn Hodell Calle Hagman | Folkets hus teater |
| 1928 | Polissergeant Schmith | Spindeln (The Spider) Fulton Oursler och Lowell Brentano |                           | Södra Teatern      |
| 1932 | Jonasson, gårdskarl   | Jag gifta mig – aldrig Ernst Fastbom                     | Ernst Fastbom             | Folkets hus teater |
| 1932 |                       | Skomakarmiljonären Ernst Leander Berger                  | Ernst Leander Berger      | Folkets hus teater |